# 上野信孝
上野 信孝（うえの のぶたか）は、戦国時代の武将。室町幕府の奉公衆。備中国鬼邑山城主。

## 生涯
上野氏は河内源氏の流れを汲む足利氏の支流。足利将軍家の近臣たる家柄であり、祖先の中には各地の守護を務めた武将もいるが、世襲化するまでには至らず、代々御供衆・四番衆番頭を務めた。
『陰徳太平記』では明応2年（1493年）、10代将軍足利義稙は従弟の足利義澄に将軍職を追われたが、永正5年（1508年）に再び将軍に返り咲き、翌永正6年（1509年）には近臣の信孝を備中鬼邑山城に封じたのを初め、二階堂政行、伊勢貞信もその近隣の諸城に封じて西国における義稙方勢力の形成にあたらせたとしている。また、永正年間、信孝は鬼邑山城に上野一門である高直を入れ、隣接し一連を成す馬入堂山城には一族の白神果春を迎えて城主となし、また頼久を備中松山城に封じて、自らは帰洛し再び幕府に近侍したとしている。ただし、信孝が足利義稙に仕えたとする資料は軍記物以外に存在しない。
『佐々木少弼御成申献立』や『天文八年佐々木亭御成記』、『言継卿記』などの史料に見える信孝は、足利義稙と対立した足利義晴・足利義輝に仕えている。
山科言継は天文22年（1552年）に発生した義輝と三好長慶の争いの一因として信孝ら反三好派の「悪行」があった（『言継卿記』天文22年8月1日条）とし、同年の2月には伊勢貞孝が大舘晴光や朽木稙綱と相談して信孝ら側近の排除を義輝に諫言している。木下昌規は、信孝は進士晴舎と並ぶ義輝側近の代表格と評価し、度重なる義晴・義輝の近江動座に随行したことで義輝やその生母である慶寿院から信用を得たのではないか、と推測している。
信孝は永禄6年（1563年）4月29日に没しているが、義輝に取り立てられた側近と古くからの重臣や三好氏との対立が後の永禄の変の一因になったとも考えられている。